# Louis Chassaignac de Latrade
Louis Chassaignac de Latrade, né le 25 novembre 1811 à Sauveboeuf commune Aubas (Dordogne) et mort à Lescure (commune de Rosiers-de-Juillac) le 27 décembre 1883, est un homme politique français.

## Biographie
Sorti de l'École polytechnique en 1833, il quitte l'armée l'année suivante à la suite d'un procès politique,,,., il part aux États-Unis avec son ami de classe Ernest Caylus. De retour en France, militant républicain, il est rédacteur au journal Le National, et se retrouve impliqué dans plusieurs procès de presse. Il est également ingénieur dans les compagnies de chemin de fer.
En 1848, il est commissaire du gouvernement en Gironde et en Dordogne. Il est député de la Corrèze de 1848 à 1851, siégeant au centre gauche, puis à la Montagne. Exilé en Belgique puis en Espagne après le coup d’État du 2 décembre 1851, il rentre en France en 1860.
Préfet de la Corrèze après le 4 septembre 1870, il reste en poste jusqu'en février 1871. Conseiller général du canton d'Ayen en 1871, il est député de la Corrèze de 1873 à 1883, siégeant au groupe de la Gauche républicaine. Il est réélu député en 1876 avec 1967 voix, face au bonapartiste Charles Fauqueux, ancien sous-préfet, qui obtient 4018 voix. Il fut l'un des 363 qui refusent la confiance au gouvernement de Broglie, le 16 mai 1877.
Il est le fondateur en 1878 de la "Société des lettres, sciences et arts de la Corrèze" et de la "Société scientifique, historique et archéologique de la Corrèze".